# Watergang (wateroppervlak)

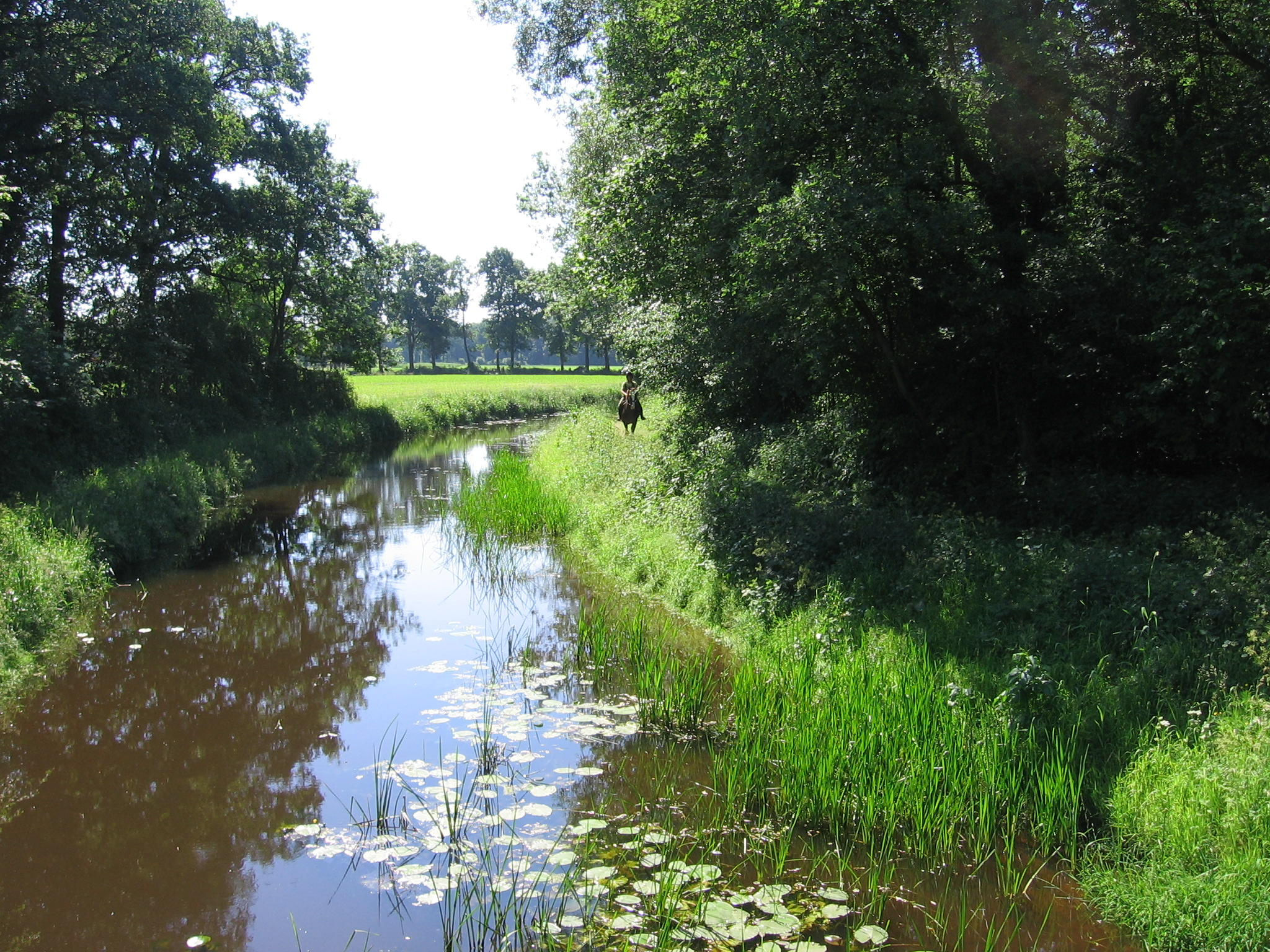
Voorbeeld van een beek

Een watergang of waterloop is een lijnvormig (in de betekenis van 'veeleer lang dan breed') landschapselement, gevuld met stromend of stilstaand water. Men onderscheidt van natuurlijke oorsprong en aangelegde watergangen:
1. watergangen van natuurlijke oorsprong, al dan niet gekanaliseerd
  - een rivier, een brede watergang
  - een beek, een smallere watergang
  - een strang of hank, een nevengeul van een rivier binnen een uiterwaard
  - een wadi, een watergang die meestal droogstaat
  - een vliet of soms ook vlietje, een natuurlijke watergang met getijdenstroming
2. watergangen, aangelegd door de mens voor bijv. afwatering, scheepvaart en verdediging
  - een kanaal of vaart, een brede watergang in gebruik voor de regionale scheepvaart en afwatering
  - een gracht, grote sloot, of wetering, een middelgrote watergang voor locale scheepvaart en afwatering
  - een sloot, in gebruik voor de afwatering
  - een kleine sloot, in gebruik voor afwatering
  - een greppel, een watergang voor drainage en waterafvoer meestal droogstaat
  - een hoofdwatergang (ook wel tocht, wetering, vaart, vliet, gracht, waterleiding, openleiding, gang, wijk, priel, hoofdwaterloop, maar, mond, diep), een watergang die bestemd is voor de bovenlokale waterafvoer
  - een spreng, een watergang waarin water ontspringt
  - een bisse of levada, grachten langs hellingen om naar beneden stromend water op te vangen

Een watergang kan deel uitmaken van een tweedelig afwateringssysteem vooral in gebruik in de provincies  Noord en Zuid Holland. Een watergang in een polder fungeert voor het  afwateren van het land in de polder. Een watergang buiten de polder fungeert als reservoir en waterafvoer systeem van al het overtollige water in een waterschap zowel in de polders als daarbuiten. Zulke waterwegen, gezamenlijk met eventuele meren, vormen een boezem. Elk waterschap heeft z'n eigen boezem met daarbij aansluitende spuien en gemalen die het water in zee lozen.